# Iznogoud
Iznogoud är en fransk tecknad serie skapad 1962 av René Goscinny och Jean Tabary. Serierna publicerades ursprungligen i serietidningarna Record och sedan Pilote, för att senare publiceras i album. Fram till sin död svarade Goscinny för manus, medan Tabary tecknade. Efter Goscinnys bortgång har Tabary såväl skrivit manus som tecknat.

## Handling
Serien handlar om den beräknande storvisiren Iznogoud (uttalas med fördel på engelska – Is no good; det vill säga 'är ingenting att ha' eller 'värdelös') som bor bland fakirer och flygande mattor i det medeltida Bagdad, och vars eviga önskan är att "bli kalif i stället för kalifen". Kalifen Harun Al Sindar är både godtrogen och dum, men lyckas alltid undvika att drabbas av Iznogouds ondsinta planer, vare sig de handlar om att mörda honom, förvandla honom till en groda, föra honom vilse i såväl tid som rum, eller vad som för tillfället bjuds. Harun Al Sindar har hela tiden en fullständig tilltro till sin storvisir, och tror att allt denne föreslår är bra på något sätt. Till sin "hjälp" har Iznogoud sin inkompetente men godmodige handgångne man, Brah At Hamed, som vanligen är den som – ofrivilligt – sätter käppar i hjulen för sin herre. Påfallande ofta drabbas Iznogoud själv av det öde som han planerat åt kalifen.
Under Goscinnys tid som författare bestod varje album av fyra till sex avsnitt på mellan sex och 22 sidor, vanligen åtta. När Tabary själv tog över manusarbetet förändrade han upplägget, och varje album kom istället att innehålla en enda serie på 46 sidor. Utöver detta har fyra album med ensidesserier publicerats under rubriken Les cauchemars d'Iznogoud. Majoriteten av dessa ensidesserier skrevs av Alain Buhler.

## Ordvitsar
I varje berättelse finner man ett stort antal ordvitsar. Även om en del inte kunnat översättas, har översättarna lyckats relativt bra. Till exempel är många av persongalleriets egennamn vitsiga, såsom Brah At Hamed ("bra att ha med"; Dilat Larath på originalspråket, vilket hänvisar till uttrycket dilate la rate, på svenska 'brista ut i skratt') och kalifen Harun Al Sindar.

## Seriealbumen
Notera att den svenska utgivningen inte har följt den franska originalordningen.

### Utgivna i Sverige
Samtliga svenska album har manus av René Goscinny.
Utgivna av Hemmets Journals förlag
1. Iznogoud går på pumpen, 1977 (3. Les Vacances du calife, 1968)
2. Iznogoud den förskräcklige, 1977 (4. Iznogoud l'Infame, 1969)
3. Iznogouds kusliga komplotter, 1978 (2. Les Complots d'Iznogoud, 1967)
4. Iznogoud och den magiska maskinen, 1978 (6. Iznogoud et l'ordinateur magique, 1970)
5. Iznogoud och den mystiska moroten, 1978 (7. Une carotte pour Iznogoud, 1971)
6. Allting upp och ner, 1979 (8. Le Jour de Fous, 1972)
7. Det går runt för Iznogoud, 1980 (5. Des Astres pour Iznogoud, 1969)
8. Den förtrollade mattan, 1980 (9. Le Tapis Magique, 1973)
9. Den magiska hagen, 1981 (10. Iznogoud l'acharné, 1974)
10. Storvisiren Iznogoud, 1981 (1. Le Grand Vizir Iznogoud, 1966)

Utgivna av Epix Förlag
1. Trollkarlarnas marknad, 1992 (10. Iznogoud l'acharné, 1974) nyöversättning av Den magiska hagen
2. Iznogoud och den felande fén, 1994 (12. Le Conte de fées d'Iznogoud, 1976)

### Ej utgivna i Sverige
11. La Tête de turc d'Iznogoud, 1975, manus av René Goscinny
13. Je veux être Calife à la place du Calife, 1978, manus av Goscinny
14. Les cauchemars d'Iznogoud, 1979, manus av Goscinny
15. L'enfance d'Iznogoud, 1980, manus av Jean Tabary
16. Iznogoud et les Femmes, 1983, manus av Tabary
17. Les cauchemars d'Iznogoud, 1984, manus av Alain Buhler
18. Le Complice d'Iznogoud, 1985, manus av Tabary
19. L'anniversaire d'Iznogoud, 1987, manus av Tabary
20. Iznogoud Enfin calife!, 1989, manus av Tabary
21. Le piège de la sirène, 1992, manus av Goscinny
22. Les cauchemars d'Iznogoud, 1993, manus av Goscinny & Buhler
23. Les cauchemars d'Iznogoud, 1993, manus av Buhler
24. Les retours d d'Iznogoud, 1994, manus av Tabary
25. Qui a tué le Calife?, 1998, manus av Tabary
26. Un monstre sympathique, 2000, manus av Tabary
27. La Faute de l'ancêtre, 2004, manus av Tabary

## Filmatiseringar
1995 blev serien en animerad TV-serie om 52 avsnitt. Den har sänts i svensk television av TCC, TV3 och Fox Kids. 2005 kom spelfilmen Iznogoud, i regi av Patrick Braoudé och med Michaël Youn i titelrollen.

### Svenska röster
- Iznogoud - Hans Jonsson
- Brah At Hamed - Per Sandborgh
- Harun Al Sindar - Hans Wahlgren
- Palatsvakter - Johan Wahlström och Johan Hedenberg

### Avsnitt
1. Le lit escamoteur
2. Chapeau !
3. Le catalogue magique
4. Des astres pour Iznogoud
5. Voyage officiel
6. La marelle maléfique
7. L'élève d'Iznogoud
8. Les yeux gros
9. La machine à remonter le temps
10. Ça grenouille dans le Califat
11. La bonbonne de Gazbutahn
12. Le mystérieux colleur d'affiches
13. Le pique-nique
14. Le sosie
15. Le philtre occidental
16. Le génie
17. La croisière du Calife
18. Le diamant de malheur
19. Les vacances d'été
20. Le terrible doreur
21. Le labyrinthe
22. Magie-fiction
23. Incognito
24. Le dodo fatal
25. Le sceptre du Calife
26. Le défi
27. La flûte à toutous
28. L'île des géants
29. La machine géniale
30. Noirs dessins
31. Scandale au Califat
32. Élections au Califat
33. L'onguent mystérieux
34. Le dissolvant malfaisant
35. Le musée de cire
36. L'invisible menace
37. La miroir au zalouett
38. Le marchand d'oubli
39. La potion du Cheik
40. Sports dans le Califat
41. La chasse au tigre
42. Le talisman du Tartare
43. Conte de fée
44. Les œufs d'Ur
45. Le tapis magique
46. Le chassé-croisé
47. Le jour des fous
48. La boîte à souvenirs
49. La route qui ne va nulle part
50. La tête de turc
51. L'île des souvenirs
52. La figurine magique